# Chien de berger yougoslave de Charplanina
Le chien de berger yougoslave de Charplanina, également appelé berger yougoslave, charplanina, charplaninatz  ou šarplaninac, est une race de chiens originaire de l'ex-Yougoslavie. La paternité de la race est attribuée par la Fédération cynologique internationale à la Macédoine du Nord et à la Serbie. La race est utilisée traditionnellement comme chien de montagne protecteur des troupeaux de moutons contre les loups et les ours dans les régions montagneuses du sud-est de l'ex-Yougoslavie.
Le chien de berger yougoslave de Charplanina est un chien de montagne de grande taille, d'aspect robuste et ramassé. La robe composée d'un poil double long et plutôt grossier est unicolore. Les couleurs vont du blanc au marron foncé, mais les robes les plus recherchées sont le gris fer et le gris foncé.
Le chien de berger yougoslave de Charplanina est un chien doté d'un fort instinct de protection. Outre son utilisation en tant que chien de berger, c'est un excellent chien de garde.

## Historique
L'origine exacte de la race est inconnue. Ce chien de berger est considéré comme un chien d'ascendance très ancienne puisqu'il descendrait du molosse d’Épire, chien de l'Antiquité. Le type morphologique de cet antique ancêtre aurait été préservé dans les régions montagneuses difficiles d'accès du sud de la Yougoslavie. Il pourrait également descendre de chiens d'origine asiatiques qui seraient les ancêtres de tous les chiens de montagne.
Le berger yougoslave de Charplanina était et est encore traditionnellement utilisé comme chien de protection des troupeaux d'ovins contre les loups et les ours. Les caractéristiques, tant physiques que comportementales, de la race sont par conséquent fermement fixées par une longue et rigoureuse sélection en vue du travail. Il était notamment réputé pour son action protectrice contre les loups et a été sélectionné en ce sens, avec une mâchoire et une dentition particulièrement bien développée.
En 1939, la race est enregistrée par la Fédération cynologique internationale (FCI) sous le numéro 41 sous le nom de chien de berger d’Illyrie. En 1957, à la suite de la demande de la Fédération cynologique yougoslave, l'assemblée générale de la FCI a remplacé son nom de chien de berger d’Illyrie par celui de chien de berger yougoslave de Charplanina.
En France, les premières inscriptions au Livre des origines français (LOF) du chien de berger yougoslave de Charplanina datent de 1979. Le nombre d'inscriptions s'est accru jusqu'à plus de 300 inscriptions par an du milieu des années 1980 jusqu'au début des années 1990. Dès lors, les inscriptions annuelles ont décru et depuis les années 2000, une petite centaine de bergers yougoslaves de Charplanina sont inscrits chaque année. En 2012, le chien de berger yougoslave de Charplanina est la 29e race la plus populaire du groupe 2 « Chiens de type Pinscher et Schnauzer - Molossoïdes - Chiens de Montagne et de Bouvier Suisses ».

## Standard

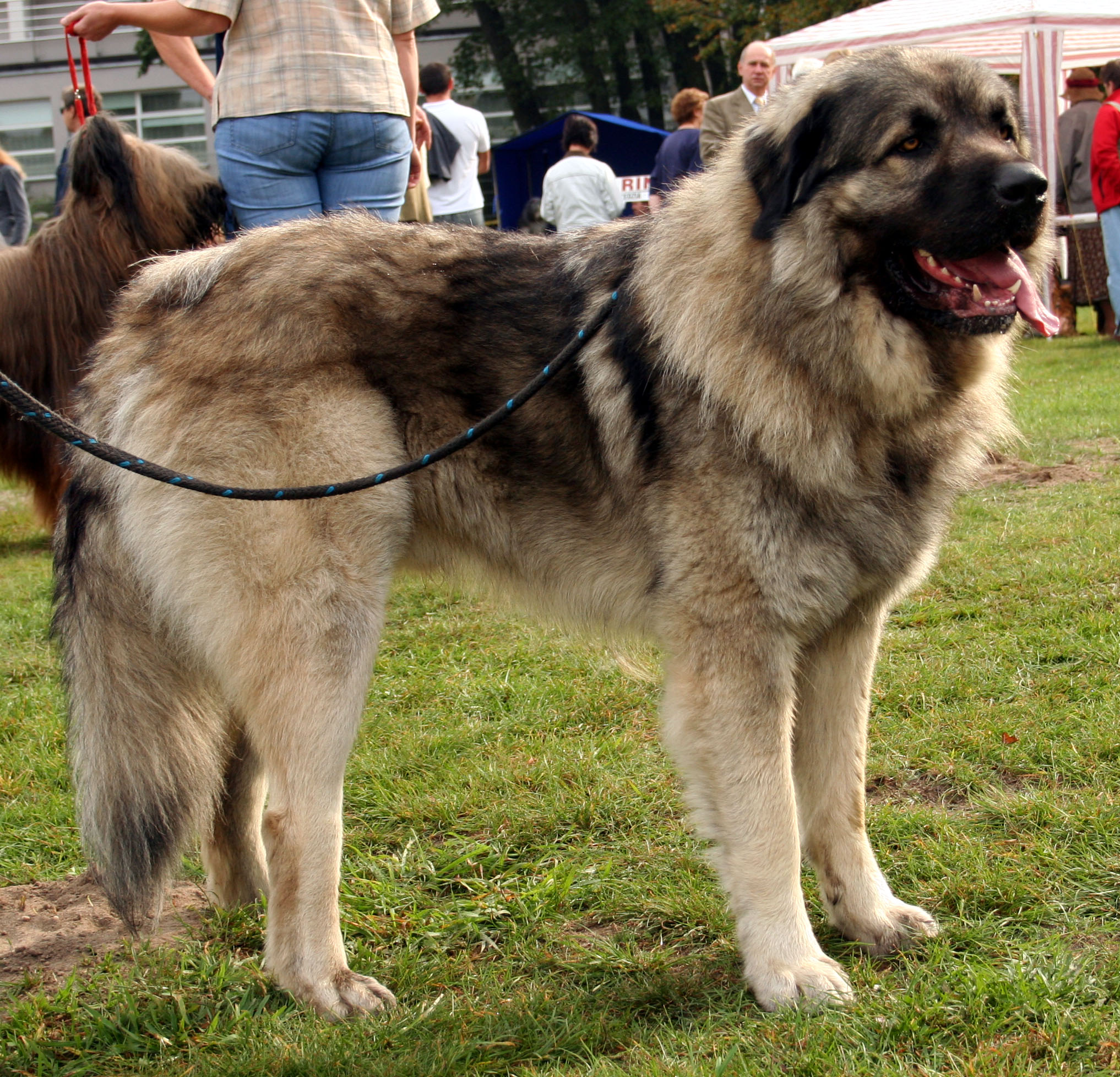
Un berger yougoslave de Charplanina.

Le chien de berger yougoslave de Charplanina est un chien de montagne d'aspect robuste et puissant sans être lourd. La taille varie de 67 à 72 cm pour le mâle et de 62 à 68 cm pour la femelle. Fortement charpenté, le corps est bien proportionné et s'inscrit dans un rectangle. La fourrure abondante lui donne un aspect ramassé. La queue, bien couverte d'un poil touffu et formant des franges, atteint au moins la pointe du jarret. Puissante à sa base, la queue en forme de sabre s'affine vers son extrémité. Le pas est long et souple, l’allure préférée est le trot, avec de hautes enjambées et des longueurs moyennes. Le galop est un peu lourd, avec des sauts longs couvrant bien le terrain.
La tête, proportionnée au corps, mesure environ 25 cm. Le crâne est un peu plus long que le museau. Le stop est peu prononcé. En forme d'amande, les yeux sont de couleur châtain foncé ou clair. Les oreilles pendantes tombent bien à plat contre les joues. Elles sont en forme de « V » . Quand elles sont tendues légèrement, elles arrivent jusqu’à l’angle interne de l’œil.
Le poil de couverture est long (minimum 7 cm sur le corps) et un peu grossier. Il mesure sur le garrot de 10 à 12 cm. Le sous-poil est court, plus fin que le poil de couverture, très touffu et abondant. La tête, les oreilles et les parties antérieures des membres sont couvertes de poils courts. La robe doit être unicolore sauf noire. De nombreuses couleurs sont acceptées : du blanc jusqu'au gris foncé. Toutefois, les couleurs les plus recherchées sont le gris verdâtre (gris fer) et le gris foncé. De  petites marques blanches sur le poitrail et sur les doigts sont permises, mais indésirables.

Toutes les robes unicolores sont acceptées.
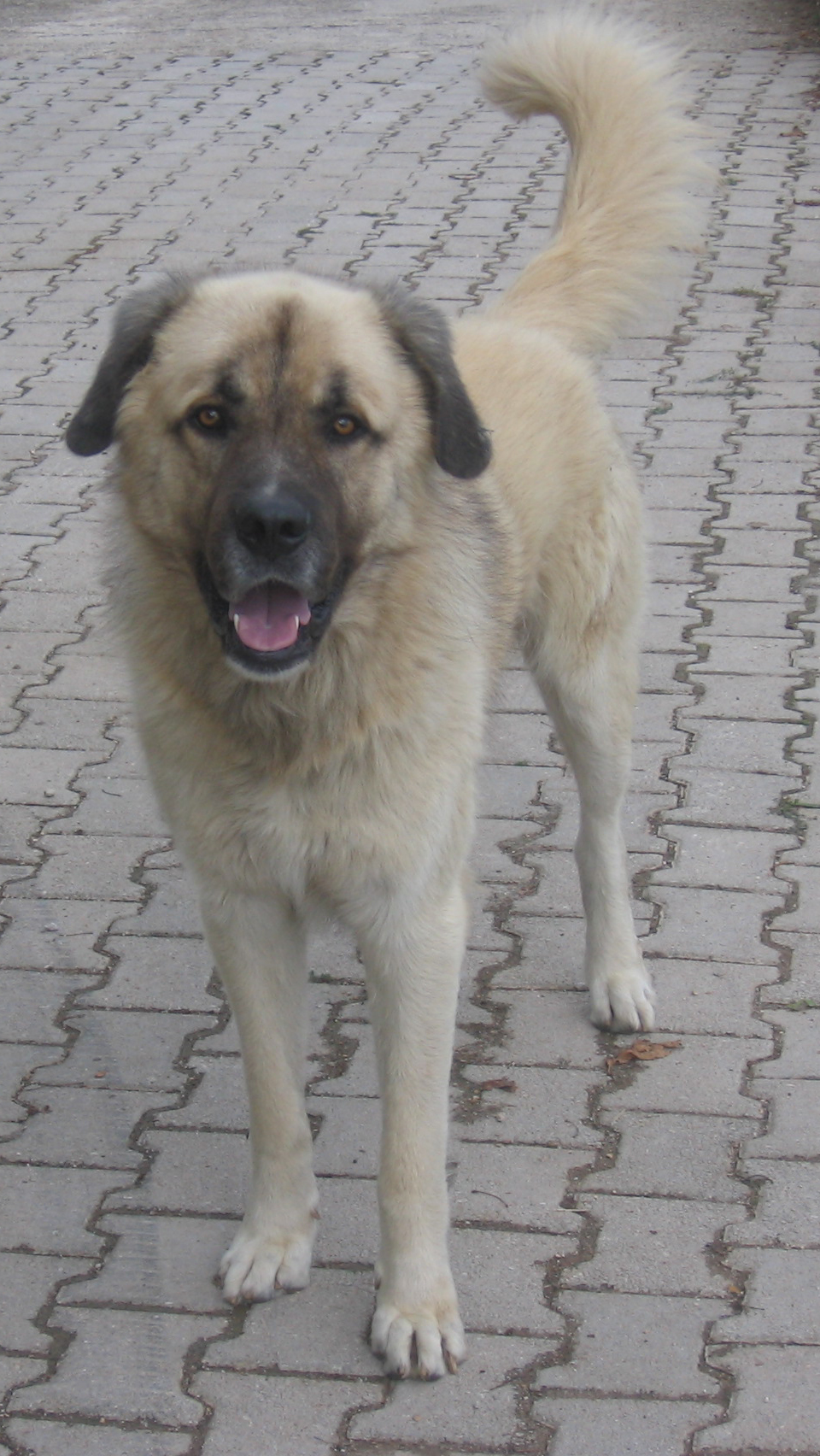
Un sujet fauve.
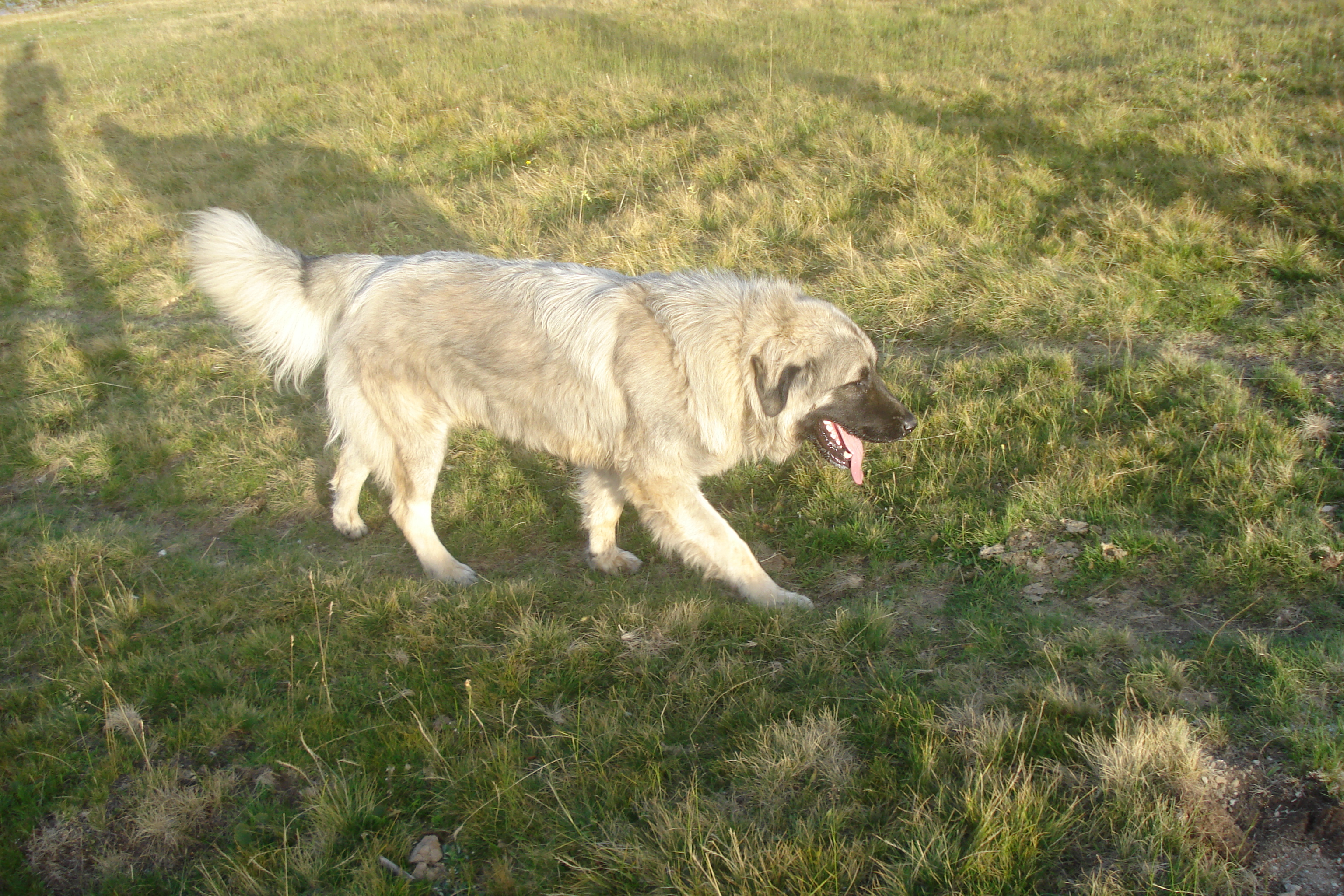
Un sujet gris clair.
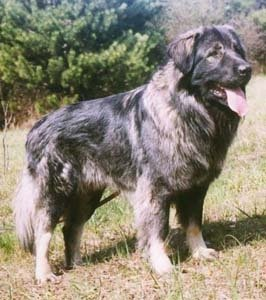
Un sujet avec de  nombreuses marques noires.

## Caractère
Le standard de la FCI décrit le chien de berger yougoslave de Charplanina comme calme, bon défenseur non mordant, dévoué à son maître. Calme et discret, il est très attaché à son environnement familial et se montre méfiant envers les étrangers.
La socialisation doit être précoce[réf. nécessaire]. Aucune éducation n'est nécessaire pour développer son aptitude à la protection, qu'il pratique de façon innée et particulièrement efficace, ayant été durement sélectionné pour ce travail. L'éducation doit être ferme mais sans brutalité, basée sur la complicité plutôt que sur la dominance. Le dressage en tant que chien de défense doit notamment être réalisé dans le calme, car un maître trop empressé peut le rendre nerveux et plus agressif.
Le berger yougoslave de Charplanina n'est pas conseillé pour la vie en ville : fondamentalement sélectionné pour vivre dans les grands espaces, son gabarit, sa fourrure et son caractère demande une vie à l'extérieur. C'est toutefois une race peu exigeante en termes d'exercice physique.

## Utilité

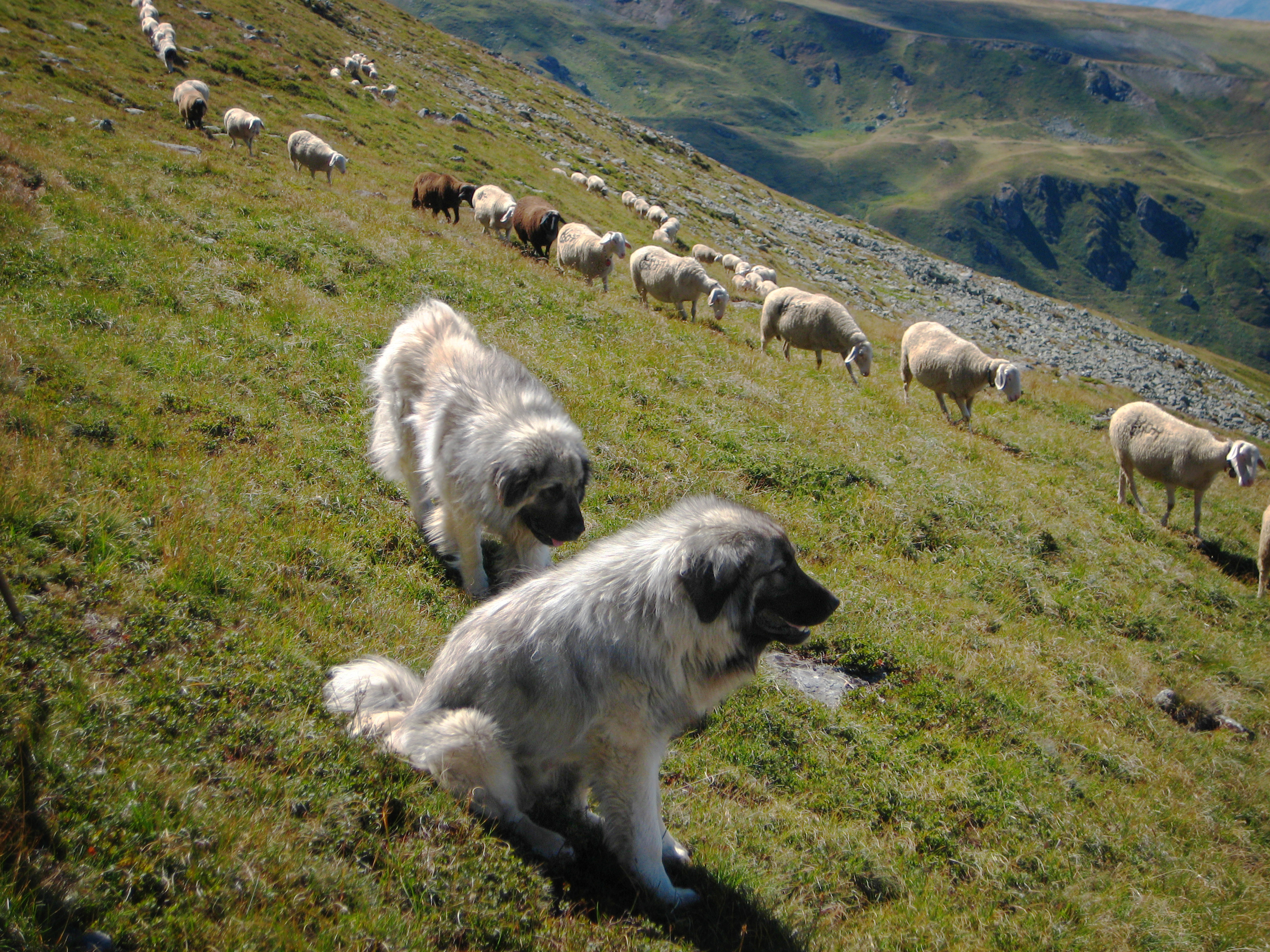
Deux chiens de berger yougoslaves de Charplanina gardant des moutons dans les montagnes du Kosovo.

Le chien de berger yougoslave de Charplanina est un chien de berger spécialisé dans la garde et la protection des troupeaux de brebis plutôt que dans la conduite de troupeaux. Il est notamment spécialisé dans la protection contre le loup. L'instinct protecteur est décrit comme inné : c'est un très bon chien de garde qui peut être dressé comme chien de défense ou tout autre tâche utilitaire.

## Santé
La longévité moyenne est de 12 ans[réf. nécessaire].

### Dysplasie de la hanche
Comme la plupart des chiens de grande taille, le chien de berge de Charplanina peut être sujet à la dysplasie de la hanche, une malformation très douloureuse pour le chien, et héréditaire. En France, en 2011, les 130 sujets testés sous l'égide du Club des chiens de bergers de l'Est et italiens, ont montré que 49 % des bergers yougoslaves étaient de type A (exempt de malformation), 27 % de type B et 14 % de type C, 8 % de type D et 2 % de type E, ces trois derniers types étant interdits ou déconseillés à la reproduction.